# Gói quà

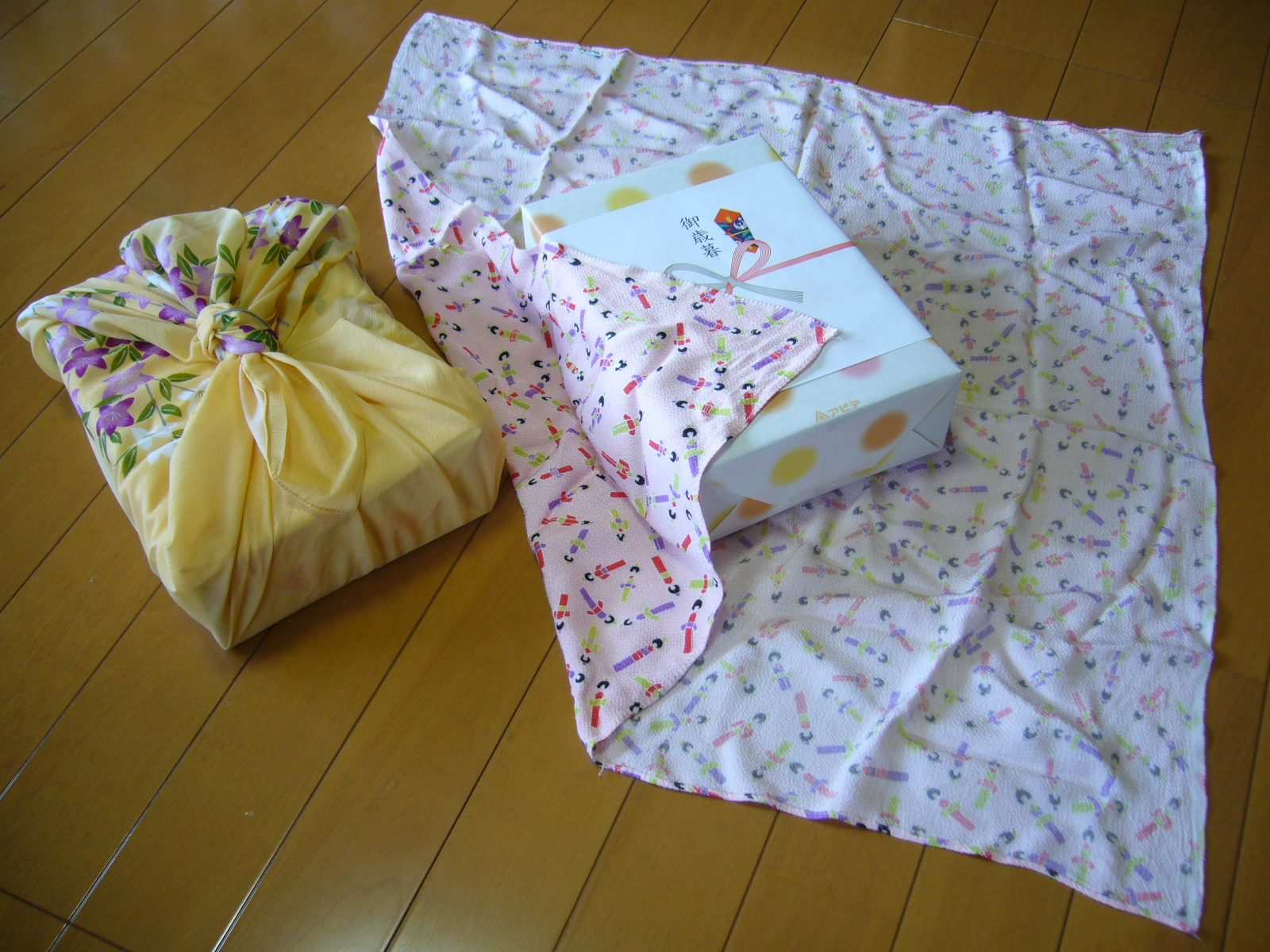
Quà tặng được gói trong vải gói truyền thống của Nhật Bản gọi là Furoshiki.

Gói quà là quá trình đóng gói một món quà bằng vật liệu nhất định. Giấy gói quà là loại giấy được thiết kế đặc biệt dùng để bọc quà. Ngoài ra, còn có thể sử dụng hộp quà hoặc túi quà làm phương án thay thế. Một món quà được gói quà hoặc đặt trong hộp thường được buộc chặt bằng một sợi ruy băng và trang trí bằng một nút cột hình trang trí (một loại nút dùng ruy băng để trang trí).

## Lịch sử

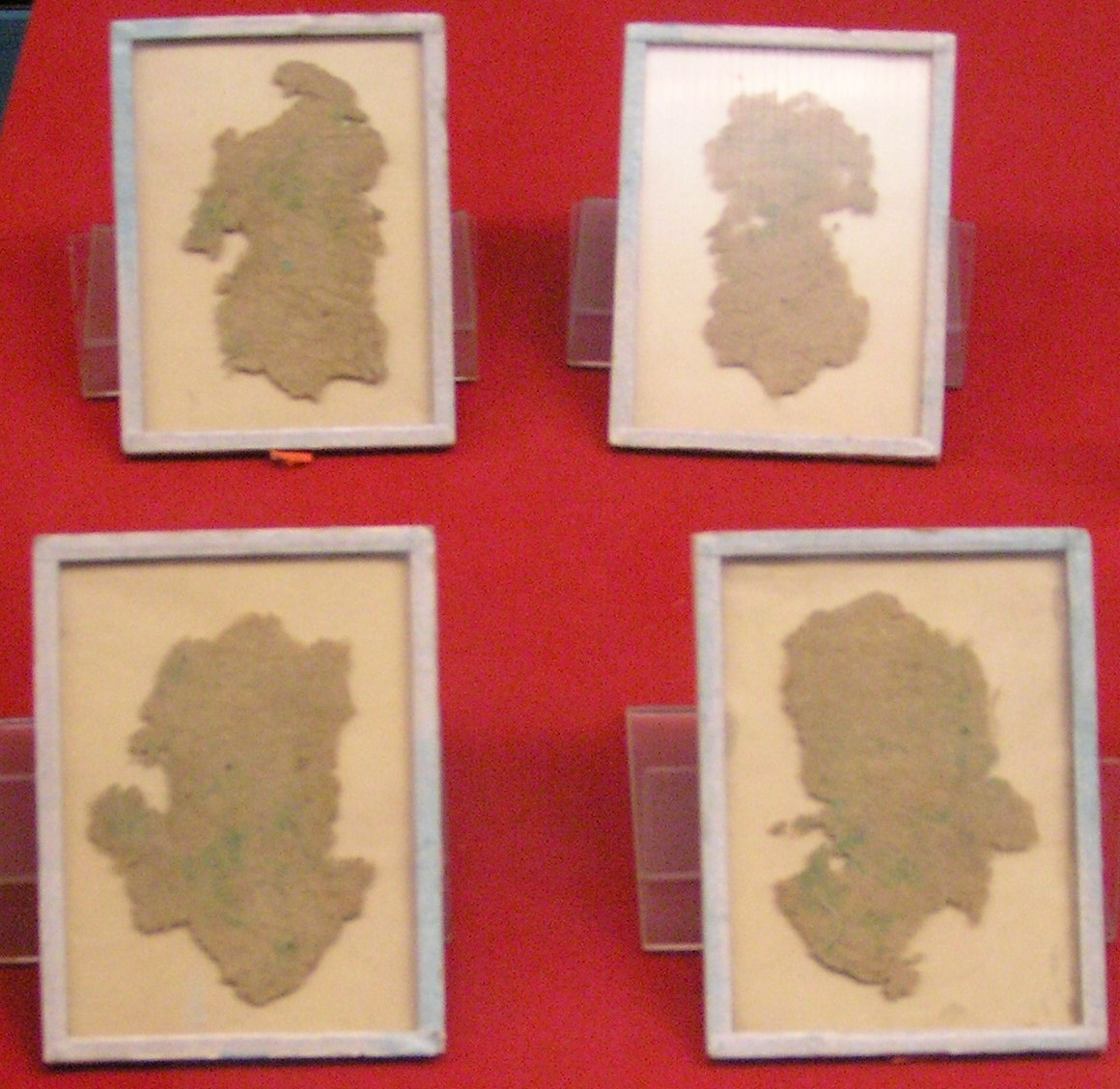
Giấy bọc cây gai dầu, Trung Quốc, khoảng 100 trước Công nguyên.

Lịch sử sử dụng giấy bọc quà được ghi nhận lần đầu tiên trong Trung Quốc cổ đại, khi giấy được phát minh vào thế kỷ thứ 2 trước Công nguyên. Trong thời đại của triều đại Nam Tống, quà tặng bằng tiền đã được bọc bằng giấy, tạo thành một loại phong bì được gọi là "hồng bao". Những món quà này được triều đình Trung Quốc phân phát cho các quan chức triều đình. Theo tài liệu Trung Quốc Thien Kung Khai Wu, Sung Ying-Hsing đã ghi lại rằng giấy bọc thô nhất được tạo ra từ rơm gạo và sợi tre..
Dù Rollie và Joyce Hall, hai anh em sáng lập Hallmark Cards, không phải là những người phát minh ra giấy bọc quà, nhưng đóng góp của họ đã có vai trò quan trọng trong sự phát triển của ngành công nghiệp bọc quà hiện đại. Trong thế kỷ 20, họ đã đóng vai trò quan trọng trong việc lan truyền ý tưởng về việc trang trí giấy bọc quà. Theo Joyce Hall, "ngành công nghiệp bọc quà trang trí đã ra đời ngay từ khi Rollie đặt những tấm lót phong bì Pháp lên trưng bày".

## Theo văn hóa

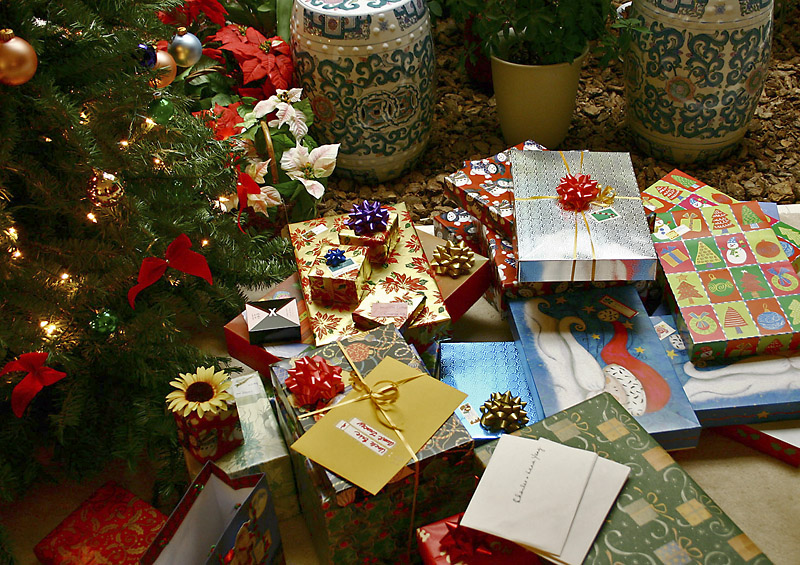
Món quà được gói quà dưới cây thông Noel

### Văn hóa châu Á
Trong văn hóa Trung Quốc, mọi người thường dùng giấy bọc quà màu đỏ để mang lại may mắn vì đó là một màu sắc rực rỡ và mạnh mẽ. Màu đỏ được coi là biểu tượng của niềm vui và sức khỏe tốt.
Trong Nhật Bản, việc dùng giấy bọc quà và hộp quà là phổ biến. Nhưng gần đây, người ta cũng đang ưa chuộng cách truyền thống gói quà bằng vải gọi là "furoshiki", đặc biệt là để bảo vệ môi trường.
Trong văn hóa Hàn Quốc, người ta thỉnh thoảng sử dụng bojagi để gói quà. Một loại bojagi đặc biệt được gọi là yedanbo được sử dụng trong các dịp trang trọng để gói quà cưới từ gia đình của cô dâu tới các thành viên gia đình của chú rể.
Trong văn hoá Việt Nam, việc gói quà là một phần quan trọng của truyền thống tặng quà. Người Việt thường sử dụng những hộp quà sang trọng và sắc màu để tạo sự thu hút. Màu đỏ và vàng thường được ưa chuộng, vì chúng mang ý nghĩa may mắn và niềm vui. Người Việt cũng đặc biệt quan tâm đến lời chúc và thông điệp trên quà, thể hiện sự quan tâm và tình cảm. Ngoài ra, có xu hướng sử dụng vật liệu thân thiện với môi trường như giấy tái chế và dây ruy băng bền vững để đóng gói quà.

### Văn hóa phương Tây
Trong văn hóa phương Tây, việc gói quà thường được thực hiện bằng giấy gói quà và kèm theo một lá thư gửi quà có thể ghi lại ngày kỷ niệm, tên người nhận và tên người tặng.
Trước khi giấy mỏng được phát minh, tầng lớp thượng lưu trong xã hội phương Tây thường sử dụng giấy dày được trang trí và có màu sắc để bọc quà của mình. Năm 1917, những tấm giấy gói quà với hoa văn hiện đại đã được Hall Brothers giới thiệu vào thị trường Hoa Kỳ. Cửa hàng văn phòng phẩm ở Kansas City đã hết giấy mỏng truyền thống màu trắng, đỏ và xanh lá, và bắt đầu bán những tấm lót phong bì đầy màu sắc từ Pháp. Với sự phổ biến của chúng, công ty đã quảng bá các thiết kế mới trong những thập kỷ tiếp theo, thậm chí thêm ruy băng vào những năm 1930. Đến ngày nay, Hallmark vẫn là một trong những nhà sản xuất giấy gói quà lớn nhất tại Hoa Kỳ. Hallmark ghi nhận rằng giấy gói quà đóng góp khoảng 3,2 tỷ đô la mỗi năm trong doanh số bán lẻ tại Hoa Kỳ.

## Chất thải
Ở Anh, ước tính rằng hàng năm có 226.800 dặm giấy bọc quà được vứt bỏ vào dịp Giáng sinh. Ở Canada, có 6 triệu cuộn băng keo được sử dụng và vứt bỏ hàng năm để gói quà vào dịp Giáng sinh. Một số người cố gắng tránh điều này bằng cách mở quà một cách cẩn thận để hy vọng giấy có thể được tái sử dụng, trong khi người khác sử dụng túi quà bằng vải trang trí có thể tái sử dụng nhiều lần; cả hai khái niệm này là một phần của xu hướng tặng quà xanh khuyến khích tái chế.

## Tâm lý
Trong quá khứ, đã có nghiên cứu chỉ ra rằng việc gói quà có tác động tích cực đối với người nhận, họ thường đánh giá quà cao hơn nếu nó được gói quà theo phong cách truyền thống. Gần đây, các nhà nghiên cứu cũng đã phát hiện rằng người nhận quà có kỳ vọng cao hơn đối với món quà bên trong dựa trên sự gọn gàng của cách gói quà.
Ở nhiều quốc gia, màu sắc của giấy gói quà mang ý nghĩa tượng trưng liên quan đến tang lễ và tang thương. Do đó, những màu sắc cụ thể này nên được tránh khi gói quà ở các quốc gia đó.